# Batalla de Thermae
La Batalla de Thermae fue un combate de campo durante la primera guerra púnica que tuvo lugar en el 259 a. C. cerca de  Thermae en la costa norte de Sicilia. El general cartaginés Amílcar Barca sorprendió y derrotó a 6000 soldados de las tropas aliadas de Roma.
Separados de la principal fuerza romana de 20 000 hombres debido a desacuerdos, los aliados fueron atacados y aplastados cerca de Thermae donde sufrieron entre 4000 y 6000 muertos. Como consecuencia de esta batalla, Amilcar capturó Enna y Camarina.

## Antecedentes
Amilcar, el comandante de las fuerzas de tierra cartaginesas en Sicilia, había estacionado su ejército cerca de Palermo. Recibió la noticia de que los romanos y sus aliados, con una fuerza total de 20 000 hombres, se pelearon por sus logros en la batalla, y que los 6000 aliados estaban aislados en su campamento entre Paropus y Thermae.

## La batalla
Hamilcar atacó a los aliados romanos con todo su ejército de 50 000 soldados, tomando por sorpresa a los aliados, que se preparaban para salir. De 4000 a 6000 aliados murieron en la batalla.

## Consecuencias
Amilcar aprovechó su victoria para capturar a Enna y Camarina ese mismo año con la ayuda de traidores en las dos ciudades.